# Vicálvaro
Vicálvaro è uno dei distretti in cui è suddivisa la città di Madrid, in Spagna. Viene identificato col numero 19.

## Geografia fisica
Il distretto si trova a sud-est del centro della città.

### Suddivisione
Il distretto è suddiviso amministrativamente in 2 quartieri (Barrios):
- Ambroz
- Casco Histórico de Vicálvaro